# Soul Sound
"Soul Sound" é uma canção do girl group britânico Sugababes, para seu primeiro álbum de estúdio One Touch (2000). Foi escrito por Charlotte Gordon Cumming durante uma viagem ao Quênia, na África, onde foi inspirada a compor com base em suas experiências lá. Produzido por Ron Tom, "Soul Sound" é uma música pop com instrumentação de violão e baixo. Foi lançado no Reino Unido em 16 de julho de 2001 como o quarto e último single do álbum. Os críticos elogiaram a música para o comportamento do grupo, embora alguns considerassem isso inferior em comparação com as outras faixas do álbum.
Para promover a música, um videoclipe foi dirigido por Max & Dania; Mostra as Sugababes em um apartamento onde suas almas são liberadas pela música. O trio interpretou "Soul Sound" no Manchester Ampersand e no London Notre Dame H all. A música tornou-se o single mais baixo do grupo no ranking na época, atingindo o número trinta no UK Singles Chart e continua sendo um dos singles mais vendidos até o momento. Foi o single final que elas lançaram pela London Records e seu último single com a integrante original Siobhán Donaghy, que deixou o grupo em 2001.

## Antecedentes e composição
"Eu pendurei com as meninas por um ano enquanto gravavam seu álbum. Fiquei chocada com o quão jovem elas eram. Mas elas eram adoráveis e era realmente interessante para mim vê-las crescer e se desenvolver como artistas. Estou tão satisfeita e orgulhosa de poder dizer que era parte disso. O ideal é o que eu quero ser capaz de fazer. Eu gosto de realizar, mas o que me agradaria mais é apenas escrever músicas e ver outras pessoas que as gravem."

——Charlotte Gordon Cumming.
"Soul Sound" foi escrito pelo músico escocês Charlotte Gordon Cumming durante sua viagem ao Quênia. Sua inspiração para escrever a música veio da África, um continente que visitou freqüentemente com sua família quando criança. Segundo Cumming, "na África eu me sinto extremamente viva, mas também muito pequena. A música era a essência de como eu me sentia: vendo a beleza e o horror de um lugar e entrando em um estado elevado". Ela elaborou, "Minhas músicas são sobre quem eu sou e o que estou sentindo, e é por isso que eles podem tirar muito de mim para executar - e eu sempre sinto muito quando eu vou para a África".
Cumming passou um ano com os Sugababes enquanto gravavam seu primeiro álbum de estúdio One Touch (2000); De acordo com o Daily Record, a administração do trio estava desesperada por elas cantarem "Soul Sound". A música foi produzida por Ron Tom, que o misturou e programou em colaboração com Mark Frank. Os indivíduos que forneceram backing vocals na canção incluem Xavier Barnet e a cantora britânica Lamya, nascida no Quênia. "Soul Sound" foi gravado no Matrix Recording Studios em Londres, Inglaterra.
"Soul Sound" é uma balada pop que experimenta tons pop-rock. A música possui instrumentação de violão e baixo e de acordo com o Daily Mail, evoca músicas de grupos de harmonia da década de 1960. John Mulvey, do NME, caracterizou a música como tendo "batidas escorregadias e guitarras acústicas de bom gosto, [e] as harmonias usuais indolentes". As letras da música começam imediatamente com uma sensação de decisão através da linha "I Touch the sky", e em grande parte se concentram no gozo da vida.

## Recepção

### Critica
"Soul Sound" recebeu críticas positivas dos críticos. O Ian Hyland, do Sunday Mirror, avaliou a música com nove estrelas de dez estrelas e descreveu-a como "puro clássico adolescente sempre sorridente". De acordo com Dean Carlson, da AllMusic, "Soul Sound" é uma representação de que "os nervos da juventude são [no One Touch] embora temperados por uma ambição perspicaz e uma estética de produção inteligente e imprevisível". John Mulvey, do NME, afirmou que, embora a música careça da qualidade exclusiva da estréia do trio, "Overload", é "muito boa, no entanto". Ele argumentou: "O melhor para Sugababes é como elas soam como se eles realmente não pudessem ser minímas com qualquer coisa, e muito menos com esse negócio da estrela pop [...] Bastante com as coreografias de dança e os sorrisos de merda - faz isso significa que a falta total de entusiasmo é o caminho a seguir para o pop adolescente?". O escritor da Stylus Magazine, Scott Plagenhoef, descreveu o single como "light maravilhosa [e] esperançosa", enquanto Stephen Robinson da Hot Press, foi menos favorável e criticou a experimentação pop-rock da música, que segundo ele "não funciona tão bem". Neil Western do South China Morning Post, sentiu que "Soul Sound", juntamente com a faixa-título do álbum, "carece de brilho".

### Comercial
A música foi lançada no Reino Unido em 16 de julho de 2001 como o quarto e último single do One Touch. Após o lançamento, estreou e atingiu o pico no número trinta no UK Singles Chart, o single mais baixo do grupo no Reino Unido na época. No Reino Unido, "Soul Sound" é um dos singles mais vendidos do grupo até à data. Ao contrário dos singles anteriores do One Touch, "Soul Sound" não conseguiu causar um impacto no Irish Singles Chart. A canção garantiu a Sugababes uma indicação ao MTV Awards de 2001, de melhor single europeu.

## Promoção

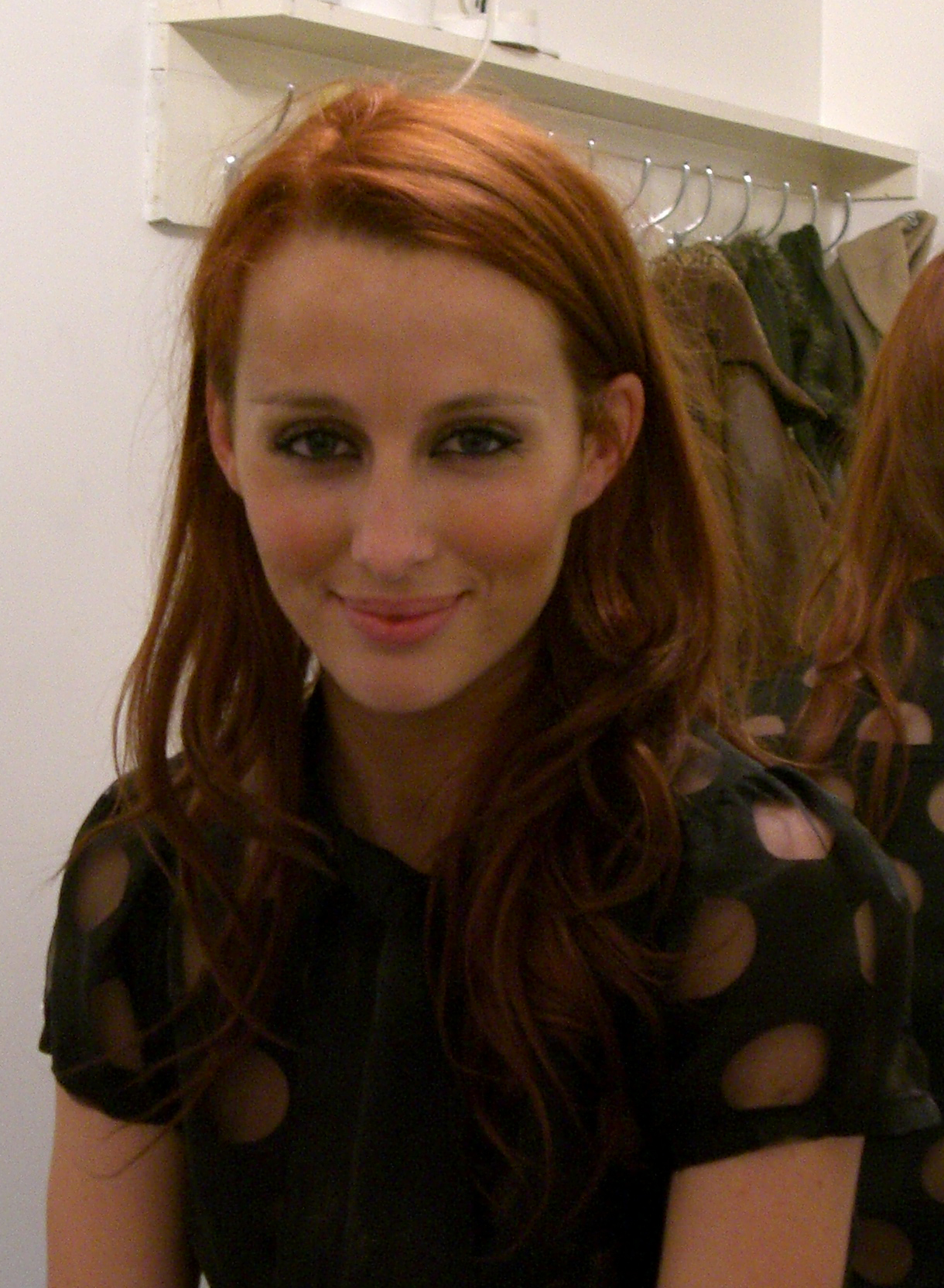
Logo após o lançamento de "Soul Sound", Donaghy deixou o grupo, que foi mais tarde abandonado pela London Records.

### Videoclipe
O videoclipe de acompanhamento de "Soul Sound", foi dirigido por Max & Dania e filmado em Londres. A integrante da banda, Siobhán Donaghy, afirmou que, em torno da gravação da filmagem do clipe, ela e as outras integrantes do grupo não estavam se apresentando como um grupo com freqüência: "Tem sido bastante tranquilo recentemente, mas geralmente ocorre entre singles. As outras duas estão fazendo suas provas e eu tenho dado algumas entrevistas para jornais e revistas no exterior. Além do clipe de 'Soul Sound', não ficamos mais juntas." Durante o vídeo, as integrantes do grupo são apresentadas em um apartamento e são sentadas em sofás e cadeiras. O enredo envolve suas almas internas sendo liberadas pela música, enquanto no exterior a música controla a vida de outras pessoas e faz com que suas almas sejam levadas também. O vídeo foi incluído no lançamento do CD "Soul Sound".

### Performances ao vivo
As Sugababes performaram "Soul Sound" em 27 de março de 2001 no Manchester Ampersand, em conjunto com muitas das faixas do álbum, como "Overload" e "Run for Cover". Esta foi a sua segunda performance ao vivo, patrocinada pela NME. Donaghy comentou:

Tivemos muita sorte de que a turnê tenha sido feita em conjunto com a NME e isso significava que estávamos tocando para um público mais velho. Nunca nos propusemos apelar para menores de 10 anos, por causa do tipo de coisa que nos ouvimos. Se conseguimos incorporar até mesmo uma pitada disso em nossa própria música, devemos atrair um público bastante adulto. Nós estávamos todas muita nervosas em todos os shows, mas isso era só porque estávamos tão preocupadas com isso, indo bem.

De acordo com Kitty Empire da NME, durante a apresentação, "Soul Sound" [cresceu] mais agradável com cada croon de seu refrão".  Mais tarde naquele mês, o trio cantou a música no Notre Dame Hall de Londres como parte da set list. John Aizlewood, do The Guardian, comentou que, durante a sua apresentação, o grupo "criou uma onda de melodia".

## Impacto
As integrantes do grupo estavam insatisfeitas com o lançamento de "Soul Sound" como single, porque queriam se aventurar em um som mais R&B, enquanto a gravadora London Records os empurrou para uma direção mais pop. Logo após o lançamento da música, Donaghy deixou o grupo e foi substituída por Heidi Range ex-integrante Atomic Kitten, tornando-se o último single do Sugababes a apresentar seus vocais. Além disso, as vendas do One Touch e dos seus últimos três singles, "New Year", "Run for Cover" e "Soul Sound", não conseguiram atender às expectativas da London Records e o grupo foi subseqüentemente abandonado. A integrante da banda, Keisha Buchanan, declarou que o lançamento da música e o subseqüente desempenho comercial foi uma experiência positiva porque, dizendo: "Tudo acontece por um motivo e parece que tudo funcionou". "Soul Sound" foi apresentado no filme  Summer Catch de 2001, que contem atores como Freddie Prinze, Jr. e Jessica Biel.